# Izostrate
Izostrate (grč. isos = jednak, stratos = sloj) su linije koje na geološkim kartama spajaju mjesta jednake apsolutne dubine sloja ili stijenske plohe. Također, izostrate se još nazivaju punim imenom i stratoizohipsama.